# جيري رودريغيز
جيري رودريغيز (بالإسبانية: Jere Rodríguez) هو لاعب كرة قدم أرجنتيني، ولد في 15 مايو 1999 في بوينس آيرس في الأرجنتين.